# Linda Rybová

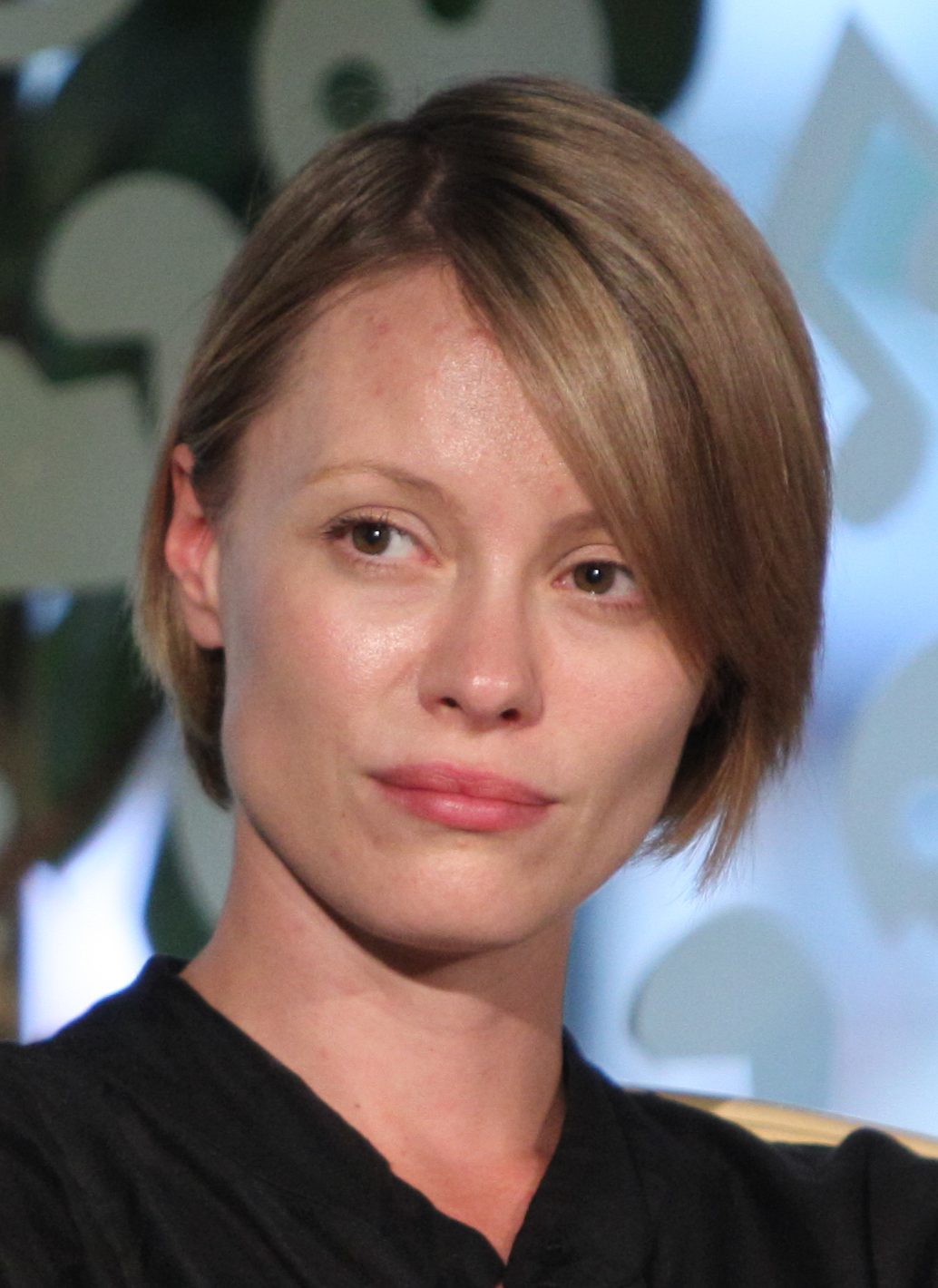
Linda Rybová (2009)

Linda Rybová (* 10. November 1975 in Prag, Tschechoslowakei) ist eine tschechische Schauspielerin und Model.

## Biografie
Linda Rybová studierte Ballett und Schauspielerei am Prager Konservatorium. Anschließend stand sie auf Theaterbühnen, wie dem Divadlo Komedie und dem Divadlo pod Palmovkou. Ihr Filmdebüt gab sie in einer kleinen Nebenrolle in dem 1989 erschienenen und von Radoslav Urban inszenierten Familienfilm Muj prítel d’Artagnan . Ihre erste große Hauptrolle hatte sie in dem 1991 erschienenen Märchenfilm Der Froschkönig als Prinzessin, an der Seite von Iris Berben, Michael Degen und Michal Dlouhý. Für ihre Darstellung der Hanička in dem Kriegsfilm Dark Blue World wurde sie für den tschechischen Filmpreis Český lev als Beste Nebendarstellerin nominiert.
Rybová ist mit dem tschechischen Schauspieler David Prachař verheiratet. Das Paar hat ein gemeinsames Kind.

## Filmografie (Auswahl)
- 1989: Muj prítel d’Artagnan
- 1991: Der Froschkönig
- 1993: Der Prozeß (The Trial)
- 1993: Die verzauberte Anicka (Anička s lískovými oříšky)
- 2001: Dark Blue World (Tmavomodrý svět)
- 2001: Swimming Pool – Der Tod feiert mit
- 2003: Most
- 2003: Prinz Goldkörnchen (O Ječmínkovi)